# Alectryon forsythii
Alectryon forsythii är en kinesträdsväxtart som först beskrevs av Maiden & E. Betche, och fick sitt nu gällande namn av Ludwig Radlkofer. Alectryon forsythii ingår i släktet Alectryon och familjen kinesträdsväxter. Inga underarter finns listade i Catalogue of Life.